# Kanton Dourgne
Kanton Dourgne (francouzsky Canton de Dourgne) je francouzský kanton v departementu Tarn v regionu Midi-Pyrénées. Tvoří ho 15 obcí.

## Obce kantonu
- Arfons
- Belleserre
- Cahuzac
- Dourgne
- Durfort
- Garrevaques
- Lagardiolle
- Les Cammazes
- Massaguel
- Palleville
- Saint-Amancet
- Saint-Avit
- Sorèze
- Soual
- Verdalle